# 克拉珀姆公地
克拉珀姆公地（英語：Clapham Common）是位於倫敦南部克拉珀姆的一座大型公園，在1878年都市公地法案中被劃為公園用地，面積220英畝（89公頃）。克拉珀姆公地內的克拉珀姆聖三一教堂是克拉珀姆福音派的重要教堂。公地面積一般屬於旺茲沃思倫敦自治市，一半屬於蘭貝斯倫敦自治市。

## 外部連結
- Friends of Clapham Common（页面存档备份，存于） – Voluntary organisation formed in 1998